# Dwale
Dwale – jednostka osadnicza w Stanach Zjednoczonych, w stanie Kentucky, w hrabstwie Floyd.